# Cerkiew św. św. Kosmy i Damiana w Lukovie
Cerkiew Świętych Kosmy i Damiana w Lukovie – cerkiew greckokatolicka we wsi Lukov w powiecie Bardejów na Słowacji.
Wzniesiona w zachodniej części wsi zwanej Venécia. Według tradycji zbudowana w latach 1708-09, remontowana w 1740 r. lub też dopiero zbudowana w 1740 r. W późniejszych latach przebudowana (przykrycie prezbiterium, przesunięcie wieży ku zachodowi). Zaliczana do starszego wariantu północno-zachodniego typu drewnianych cerkwi łemkowskich.
Wzniesiona na wzgórzu nad wsią, na dość stromym stoku wymagającym wysokiej kamiennej podmurówki pełniącej rolę podpiwniczenia. Orientowana (prezbiterium po stronie odstokowej). Drewniana, konstrukcji zrębowej, kryta gontem. Dwudzielna: nawa na rzucie prostokąta, z wyodrębnionym wewnętrznie babińcem, którego zrąb jest niższy od zrębu nawy; na jego przedłużeniu wieża konstrukcji słupowo-ramowej o pochyłych ścianach obitych gontem, z izbicą zwieńczoną wysmukłym, ośmiopolowym hełmem namiotowym. Nad nawą kopuła namiotowa, łamana uskokowo, zwieńczona daszkiem analogicznym jak na wieży. Pozostałe pomieszczenia kryte dachami dwuspadowymi, z nich na kalenicy nad prezbiterium niewielka wieżyczka z wysmukłym cebulastym hełmem. Szczyty wszystkich trzech daszków zwieńczone kutymi krzyżami kowalskiej roboty.

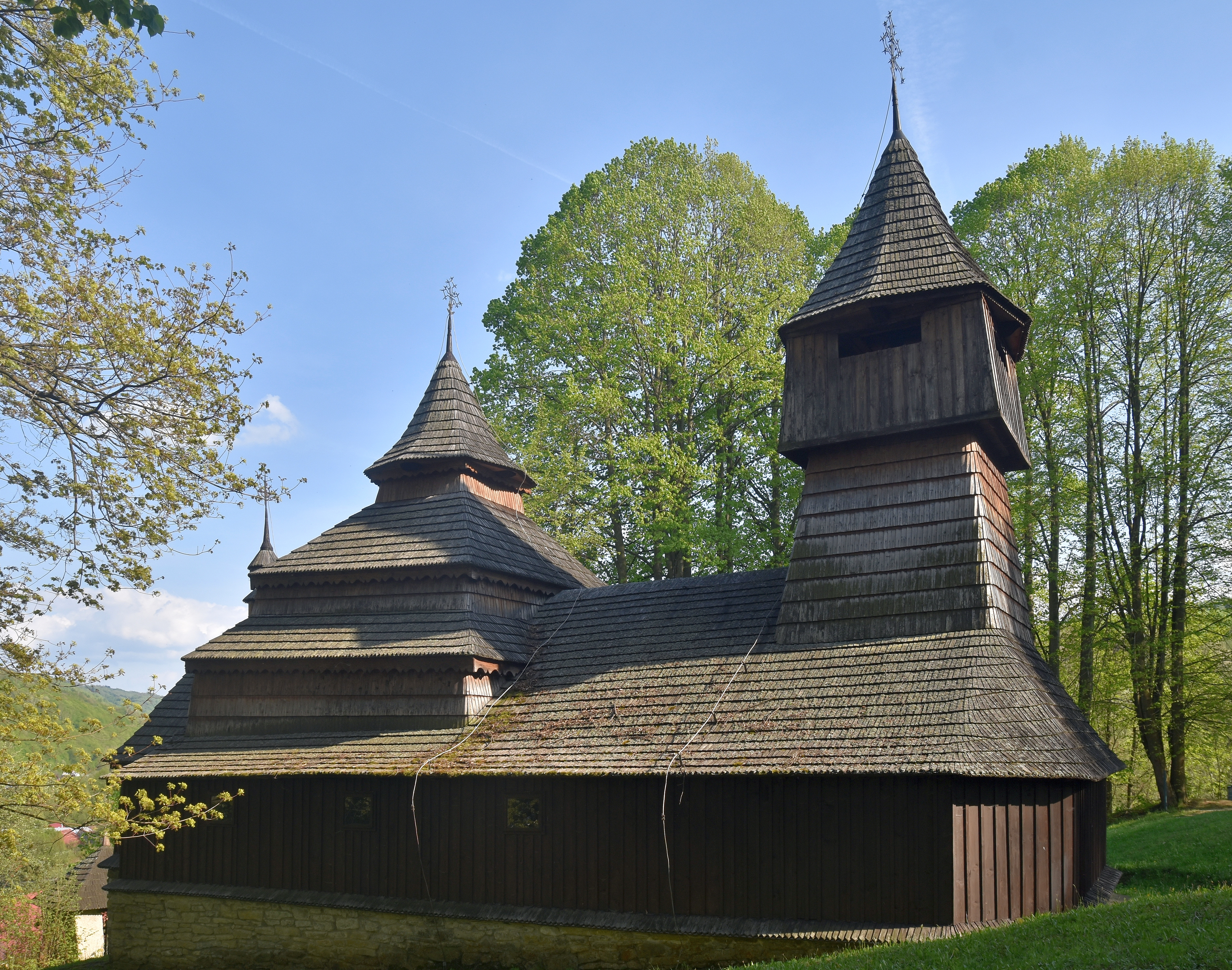
Elewacja boczna
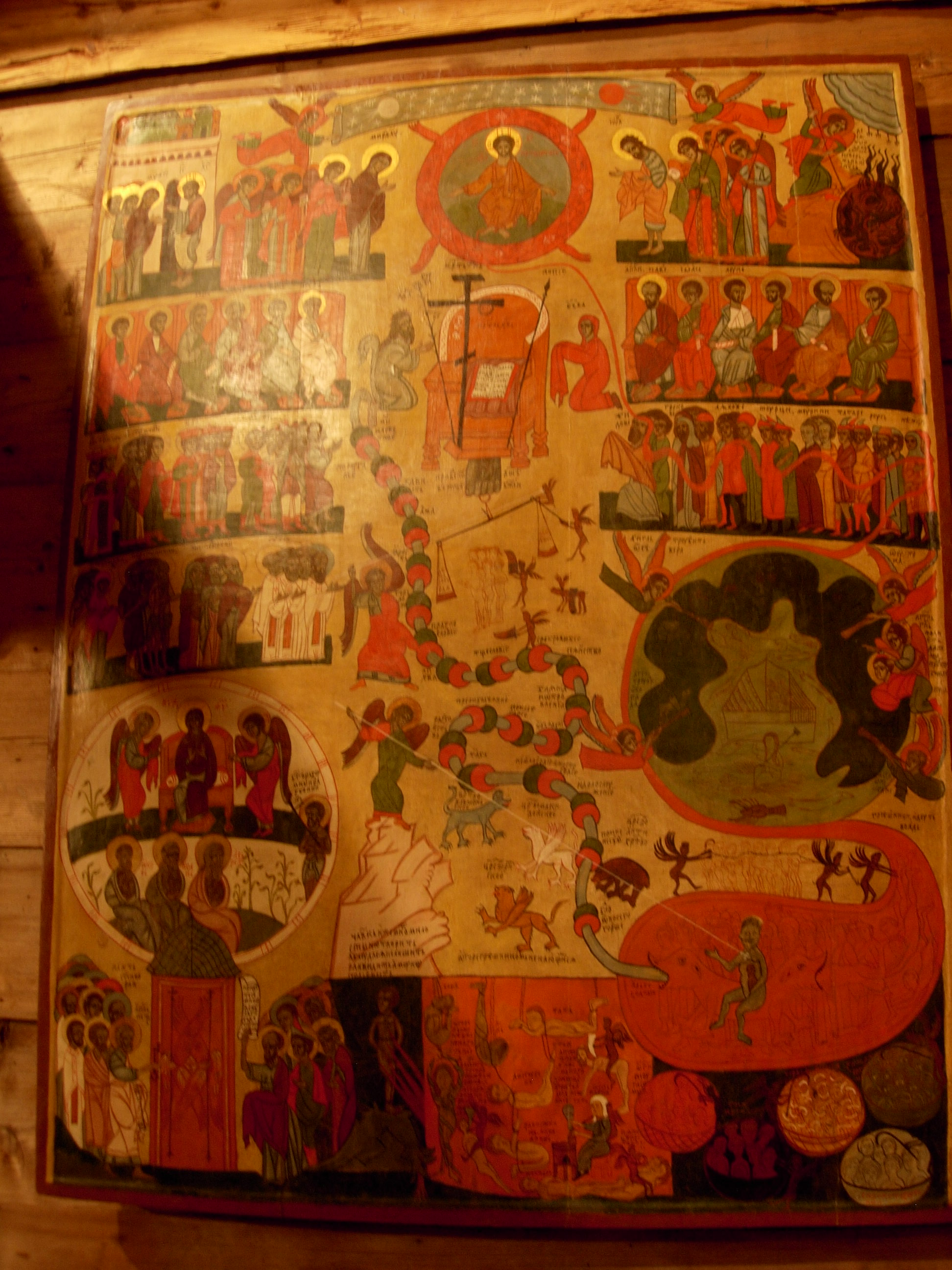
Wnętrze
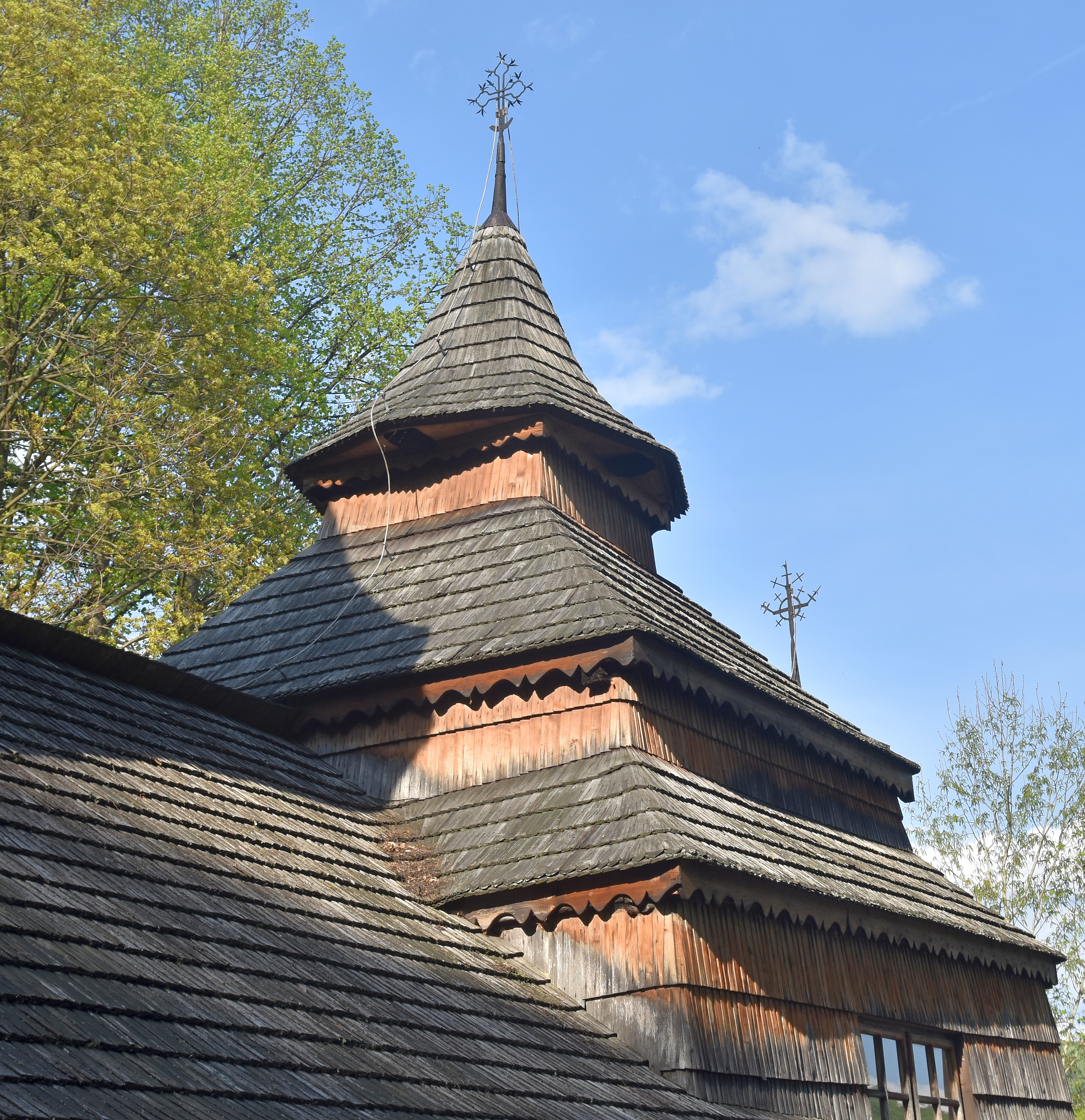
Wieża

Przyziemie wieży otwarte od strony południowej, przechodzi w wąski ganek biegnący wzdłuż południowych ścian babińca i nawy pod okapami dachów. Od strony zachodniej i północnej przyziemie wieży, podobnie jak prezbiterium i izbica wieży, szalowane pionowo deskami. Pomieszczenie w wieży (kruchta) otwarte od góry, przekryte dopiero deskowaną podłogą izbicy. Nad prezbiterium i babińcem stropy na belkach.
Wewnątrz ikonostas z XVIII w. i cenne ikony z XVI i XVII w. Ikony namiestne ikonostasu napisał w 1736 r. Andrej Gajecký. Dzwony pochodzą z lat 1755 i 1886.
Tuż poniżej cerkwi murowana z kamieni bramka, kryta gontowym daszkiem – prawdopodobnie pozostałość po dawnym ogrodzeniu obiektu.